# Gare de Longwy
Gare de Longwy vasútállomás Franciaországban, Longwy településen.

## Vasútvonalak
Az állomást az alábbi vasútvonalak érintik:
- Longuyon–Mont-Saint-Martin-vasútvonal

## Kapcsolódó állomások
A vasútállomáshoz az alábbi állomások vannak a legközelebb:
- Rodange vasútállomás
- Gare de Longuyon
- Aubange railway station
- Athus railway station
- Gare de Mont-Saint-Martin